# Hottea
Hottea es un género con nueve especies de plantas con flores de la familia Myrtaceae. Es originario del Caribe desde Cuba a la Hispaniola.

## Especies
- Hottea crispula (Urb.) Urb., Ark. Bot. 22A(10): 42 (1929).
- Hottea ekmanii (Urb.) Borhidi, Acta Bot. Hung. 37: 77 (1992).
- Hottea goavensis Urb., Ark. Bot. 24A(4): 29 (1932).
- Hottea malangensis Urb., Ark. Bot. 24A(4): 31 (1932).
- Hottea micrantha Urb. & Ekman, Ark. Bot. 24A(4): 30 (1932).
- Hottea miragoanae Urb., Ark. Bot. 22A(10): 40 (1929).
- Hottea moana (Borhidi & O.Muñiz) Borhidi, Acta Bot. Hung. 37: 78 (1992).
- Hottea neibensis Alain, Phytologia 25: 269 (1973).
- Hottea torbeciana Urb. & Ekman, Ark. Bot. 22A(10): 41 (1929).